# Le Fayel
Le Fayel település Franciaországban, Oise megyében. Lakosainak száma 233 fő (2022. január 1.). Le Fayel Canly, Chevrières, Grandfresnoy és Longueil-Sainte-Marie községekkel határos.

## Népesség
A település népességének változása:
| Lakosok száma | 228  | 219  | 223  | 220  | 223  | 227  | 230  | 232  | 233  |
|               | 2013 | 2015 | 2016 | 2017 | 2018 | 2019 | 2020 | 2021 | 2022 |